# Râul Ungureanu
Râul Ungureanu este un curs de apă, afluent al râului Șușara. 